# 귀로 (영화)
"귀로"(歸路)는 1967년에 개봉된 이만희 감독의 영화이다.

## 줄거리
한국 전쟁 중 부상으로 성불구가 된 남편 최동우(김진규)는 14년 동안이나 아내(문정숙)에게 남편 구실을 못했다는 자괴감에 사로잡혀 있다. 신문사의 신입 강기자(김정철)가 이런 그녀에게 호감을 갖고 접근하는데...

## 출연
- 문정숙
- 김진규
- 전계현
- 김정철

## 제작
- 감독 이만희
- 각본 백결
- 조명 윤창화

## 수상
- 1967년 제6회 대종상 영화제 최우수작품상, 여우주연상, 조명상